# Дзвоники скупчені

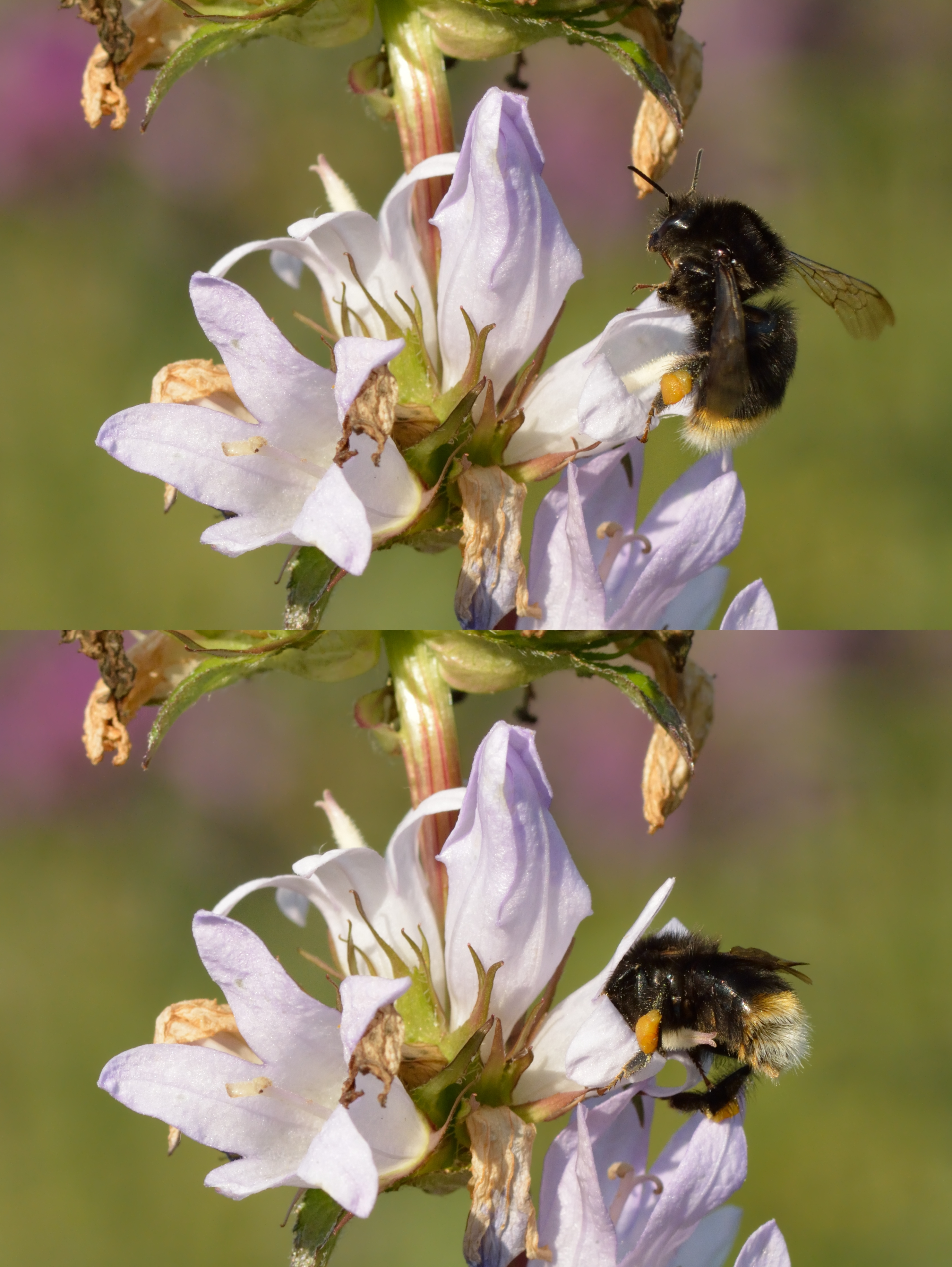

Дзвоники скупчені, дзвоники купчасті, дзвоники головчасті (Campanula glomerata) — багаторічна рослина, анемохор, автохор, ентомофіл. Представник роду дзвоники (Campanula), родини дзвоникові (Campanulaceae).

## Поширення та екологія
Дзвоники скупчені поширені у всій Європі (окрім крайніх районів півночі та півдня), на Кавказі, в Ірані, в Альпах до 1700 м, місцями — до 2000 м, у Словацьких Татрах — до 1700 м. В Українських Карпатах вид поширений у всіх гірських районах.
Зростають у лісовому (середньолісові луки, галявини) та субальпійському, інколи у нижній частині альпійського поясах, полюбляє субстрат із підвищеним вмістом карбонатів.
Європейсько-передньоазійський монтанно-субальпійський вид.

## Морфологія
Трав'яниста рослина 15-70 см заввишки, має глибоке коріння (до 0,5 м), надземна частина більш-менш густо коротко запушена, інколи стебло зовсім голе, часто фіолетове. Листки нерівнозубчасто-пилчасті, нижні — із заокругленою або серцеподібною основою пластинок і довгими черешками, видовженояйцеподібні, знизу коротко запущені або тільки жорсткі, верхні стеблові — видовженоланцетні, сидячі, з широкою стеблообгортною основою, на верхівці загострені. Віночок 15-35 мм завдовжки, фіолетовий, зрідка білий, інколи зовні запушений. Цвіте в липні-серпні.

## Використання

### В народній медицині
Надземну частину рослини в період цвітіння використовують в народній медицині як заспокійливий засіб у разі збудження, мігрені, укусів скажених тварин, для полоскання горла й ротової порожнини під час запальних процесів.

### Квітникарство
Вид має декоративні властивості, тривалий час цвіте, і тому його використовують в квітникарстві. Рекомендований для вирощування в альпінаріях, відомо багато садових різновидів і форм.

## Хімічний склад
У надземній частині рослини містяться флавоноїди, кофеїнова й кумарова кислоти, а в листках — до 1290мг% аскорбінової кислоти.

## Охорона
Зростають на території всіх масивів Карпатського біосферного заповідника і в Карпатському національному природному парку.
Найбільшого антропогенного впливу зазнає через витоптування під час переганяння овечих отар.

## Підвиди
- Campanula glomerata cephalotes
- Campanula glomerata cervicarioides
- Campanula glomerata daqingshanica
- Campanula glomerata elliptica
- Campanula glomerata farinosa
- Campanula glomerata glomerata
- Campanula glomerata hispida
- Campanula glomerata serotina
- Campanula glomerata subcapitata